# Laguna de Massabi
A laguna de Massabi, também chamada de lagoa Chicamba, é uma laguna em forma de U ligada à costa norte (oceano Atlântico) do exclave angolano de Cabinda pelo canal de Chicamba, perto da fronteira com o Congo-Brazavile. Suas águas são formadas pelo rio Lubinda, construindo um extenso complexo estuarino.
A cidade homônima de Massabi está localizada a cerca de cinco quilômetros ao norte, nas proximidades da fronteira Angola-República do Congo; a laguna é quase toda circundada pela rodovia EN-100.

## Características
A laguna tem oito quilômetros de extensão no sentido norte-sul e cerca de dez quilômetros no sentido leste-oeste. É rica em peixes e cercada por uma selva tropical, que ainda abriga, dentre outras espécies, o gorila-ocidental-das-terras-baixas e o papagaio-do-congo.